# Kỳ Tân, Tân Kỳ
Kỳ Tân là xã thuộc huyện Tân Kỳ, tỉnh Nghệ An, Việt Nam.

## Địa giới hành chính
Xã Kỳ Tân nằm ở phía đông nam của huyện Tân Kỳ.
- Phía đông giáp xã Nghĩa Dũng, huyện Tân Kỳ và xã Tây Thành, huyện Yên Thành.
- Phía nam giáp xã Giang Sơn Đông, huyện Đô Lương và thị trấn Tân Kỳ, huyện Tân Kỳ.
- Phía tây giáp thị trấn Tân Kỳ và xã Kỳ Sơn, huyện Tân Kỳ.
- Phía bắc giáp các xã Tân Long và Nghĩa Dũng, huyện Tân Kỳ.

Hiện nay xã Kỳ Tân có 11 xóm.

## Lịch sử hành chính
Xã Kỳ Tân được thành lập năm 1988 trên cơ sở một phần diện tích và dân số của xã Kỳ Sơn.

## Điều kiện tự nhiên
Kỳ Tân là xã có địa hình phức tạp, diện tích đồi núi nhiều chiếm 54,08% diện tích tự nhiên. Có núi đá kéo dài hơn 2 km, rừng núi kéo dài tới 4 km.
Đất nông nghiệp chủ yếu là đất thung lũng dốc và đất ruộng bậc thang, độ phì nhiêu kém.

## Kinh tế
Kỳ Tân là xã có ngành sản xuất nông nghiệp là chủ yếu.

## Giao thông
Xã Kỳ Tân có 5 km đường Hồ Chí Minh, 3 km tỉnh lộ 545 và 2 km đường 15B chạy qua địa bàn.
Sông Con (sông Hiếu) chảy qua địa bàn, làm phân cách 2 khu vực hợp tác xã Tân Sơn, Thanh Tân, Lưu Xuân với hợp tác xã Diễn Nam, ngoài ra còn nhiều khe suối và hồ đập.